# Mortal Kombat Legends: Snow Blind
Série
Mortal Kombat Legends: Battle of the Realms
(2021) Mortal Kombat Legends: Cage Match
(2023)
Pour plus de détails, voir Fiche technique et Distribution.
Mortal Kombat Legends: Snow Blind est un film américain réalisé par Rick Morales, sorti en 2022.
Il fait suite à Mortal Kombat Legends: Scorpion's Revenge (2020) et Mortal Kombat Legends: Battle of the Realms (2021).

## Synopsis
Le monde a été dévasté, Kano et le clan du Black Dragon sèment la terreur. Un jeune guerrier, Kenshi, se dresse contre eux.

## Fiche technique
- Titre : Mortal Kombat Legends: Snow Blind
- Réalisation : Rick Morales
- Scénario : Jeremy Adams, d'après la série de jeux vidéo créée par Ed Boon et John Tobias
- Musique : John Jennings Boyd et Eric V. Hachikian
- Production : James Krieg et Rick Morales
- Société de production : DC Entertainment, Midway Games et Warner Bros. Animation
- Pays de production :  États-Unis
- Genre : Animation, action, aventure, drame et fantasy
- Durée : 82 minutes
- Dates de sortie : 
  - États-Unis : 9 octobre 2022 (vidéo)

## Doublage
- David Wenham : Kano
- Manny Jacinto : Kenshi Takahashi
- Yuri Lowenthal : Kobra
- Keston John
- Debra Wilson : Graji
- Keith Silverstein : Kabal
- Courtenay Taylor : Kira
- Sumalee Montano : Kindra
- Patrick Seitz : Scorpion
- Ron Yuan : Kuai Liang / Sub-Zero
- Imari Williams : Tremor
- Artt Butler : Shang Tsung
- Lei Yin : Sento / Peter

Vf
• Boris Rehlinger : Kano